# Avihu Sorotzky
Avihu Sorotzky (hebräisch אביהו סורוצקי‎ auch Avihu Sorotsky-Grinberg; * 22. Juli 1984 in Metulla) ist ein ehemaliger israelischer Eishockeytorwart, der den Großteil seiner Karriere bei Klubs aus seiner Heimatstadt Metulla in der israelischen Eishockeyliga verbrachte.

## Karriere

### Club
Avihu Sorotzky begann seine Karriere als Eishockeyspieler beim HC Metulla. Nach insgesamt elf Jahren in der nördlichsten Ortschaft Israels wechselte er 2009 zum HC Ma’alot. Obwohl er mit der Mannschaft aus der Nähe von Naharija auf Anhieb den israelischen Meistertitel gewinnen konnte, ging er bereits nach einem Jahr nach Metulla zurück. In der Folgesaison konnte er auch mit diesem Club den Titel erringen. Seit 2012 spielt Sorotzky für Maccabi Metulla, der Eishockeymannschaft der Canada Israel Hockey School in Metulla. Dort beendete er 2018 seine Karriere.

### Nationalmannschaft
Sorotzky nahm für Israel bereits an U-18- und U-20-Weltmeisterschaften teil. Im Kader der Herren-Nationalmannschaft stand er erstmals bei der WM 2007, wurde beim Turnier der Division II jedoch nicht eingesetzt. Zu ersten Einsätzen im Team mit dem Davidstern auf der Brust kam er dann bei der WM 2008. Dort spielte er, wie auch bei den folgenden Weltmeisterschaften 2009 und 2010 in der Division II. Punktlos belegte die israelische Mannschaft 2010 den letzten Platz in der Division II. Negativer Höhepunkt des Turniers war eine 0:20-Niederlage gegen die Rumänien bei der Sorotzky bereits nach knapp 28 Minuten beim Stande von 0:11 ausgewechselt wurde. Trotz dieses persönlichen Debakels wurde er auch für Weltmeisterschaft 2011, bei der die Israelis erstmals seit elf Jahren wieder in der untersten Klasse antreten mussten, nominiert. Dort absolvierte er alle vier Spiele und stieg mit seiner Mannschaft nach einem 6:5-Erfolg nach Verlängerung gegen Gastgeber Südafrika wieder in die Division II auf. Er selbst trug mit der zweitbesten Fangquote und dem zweitgeringsten Gegentorschnitt (jeweils hinter dem Südafrikaner David Berger) maßgeblich dazu bei. So spielte er 2012 und 2013 wieder in der Division II. Er wurde 2013 zum besten Torhüter der Gruppe B gewählt und trug mit seiner Fangquote von über 90 % entscheidend zum Aufstieg der Israelis in die Gruppe A der Division II bei. Dort trat er 2014 mit seiner Mannschaft an, musste jedoch trotz eines Sieges gegen Australien und je einer Niederlage nach Verlängerung und Penalty-Schießen den sofortigen Abstieg hinnehmen.
Sorotzky stand für Israel auch bei der Olympiaqualifikation für die Spiele in Sotschi 2014 im Einsatz, wo es bei der Vorqualifikation im September 2012 in Zagreb nach Niederlagen gegen Serbien, Kroatien und Mexiko allerdings nur zum letzten Platz langte.

## Erfolge und Auszeichnungen
- 1999 Israelischer Meister mit dem HC Metulla
- 2010 Israelischer Meister mit dem HC Ma’alot
- 2011 Aufstieg in die Division II bei der Weltmeisterschaft der Division III
- 2011 Israelischer Meister mit dem HC Metulla
- 2013 Aufstieg in die Division II, Gruppe A, bei der Weltmeisterschaft der Division II, Gruppe B
- 2013 Bester Torhüter der Weltmeisterschaft der Division II, Gruppe B